# Blaze (Regno Unito)
Blaze è un canale televisivo tematico britannico di proprietà del gruppo A+E Networks UK.

## Storia
Nata da una joint venture tra  A&E Networks and Sky plc, il canale  è stato messo in onda il 20 settembre 2016. Il canale trasmette una serie programmi prodotti dalle emittenti affiliate Crime & Investigation, History e Lifetime.

## Versione italiana
Nel marzo 2017 su Sky Italia, viene trasmessa una versione locale dell'emittente britannica.